# Gà nước châu Phi
Gà nước châu Phi, tên khoa học Crex egregia, là một loài chim trong họ Rallidae. Chúng được Peters phân loại vào năm 1854.
Gà nước châu Phi có phạm vi sinh sống sinh sản ở phần lớn châu Phi cận Sahara ngoài các khu vực nam và tây nam khô cằn. Loài chim này phổ biến theo mùa ở phần lớn phạm vi phân bố hơn các khu vực có lượng mưa hàng năm thấp. Chúng di cư một phần, bay khỏi khu vực xích đạo khi có mưa cung cấp đủ lớp cỏ để chúng sinh sản ở nơi khác. Đã có vài ghi nhận loài này lang thang ở các đảo Đại Tây Dương. Chúng làm tổ trên nhiều loại cỏ khác nhau hoặc làm tổ trên cây trồng.

## Chế độ ăn
Gà nước châu Phi ăn các động vật không xương sống như giun đất, gastropoda, mollusca và côn trùng và ấu trùng của côn trùng, đặc biệt là mối, bọ cánh cứng. Chúng cũng ăn các động vật có xương sống như ếch nhái và cá. Chúng cũng ăn thực vật, đặc biệt là hạt cỏ, rễ cỏ xanh, lá và các loại hạt khác. Chúng kiếm mồi từ trên mặt cỏ và dưới đám cỏ, nhặt hạt và côn trùng từ mặt đất, lật mặt lá trên mặt đất lên để tìm mồi hay đào đất mềm để bắt mồi. Chúng rượt đuổi những con mồi chạy nhanh, và có thể bắt mồi từ cây hoặc từ trong nước. Đôi khi chúng còn ăn các loại cây trồng như lúa, ngô và đậu nhưng gà nước châu Phi không phải là loài gây hại. Loài này kiếm tức ăn đơn lẻ, theo cặp hoặc theo nhóm gia đình, đôi khi kết hợp với các loài chim đồng cỏ khác như dẽ giun lớn, Coturnix adansonii và gà nước ngô. Chim con được nuôi chủ yếu bằng mồi động vật. Như với các loài gà nước khác, chúng nuốt chửng thức ăn và nghiền nát chúng trong dạ dày.

## Động vật săn mồi và ký sinh trùng
Các động vật bắt gà nước châu Phi gồm báo hoa mai, linh miêu đồng cỏ, mèo rừng, diệc đầu đen, Melierax metabates, diều hâu đại bàng châu Phi và aquila wahlbergi. Ở Nam Phi, các con chim non mới nở loài gà nước này bị rắn dispholidus typus bắt. Nếu bị đe dọa, loài gà nước này nhảy thẳng lên không trung trước khi chạy đi, một chiến thuật được cho là để giúp chúng tránh được rắn hay động vật có vú trên mặt đất.
Cá ký sinh trùng sống trên loài gà nước này gồm các ve thuộc họ Ixodidae, và ve bét lông, Metanalges elongatus, của phân họ M. e. curtus. Dạng chỉ định của ve bét xuất hiện hàng ngàn km ở New Caledonia.

## Hình ảnh

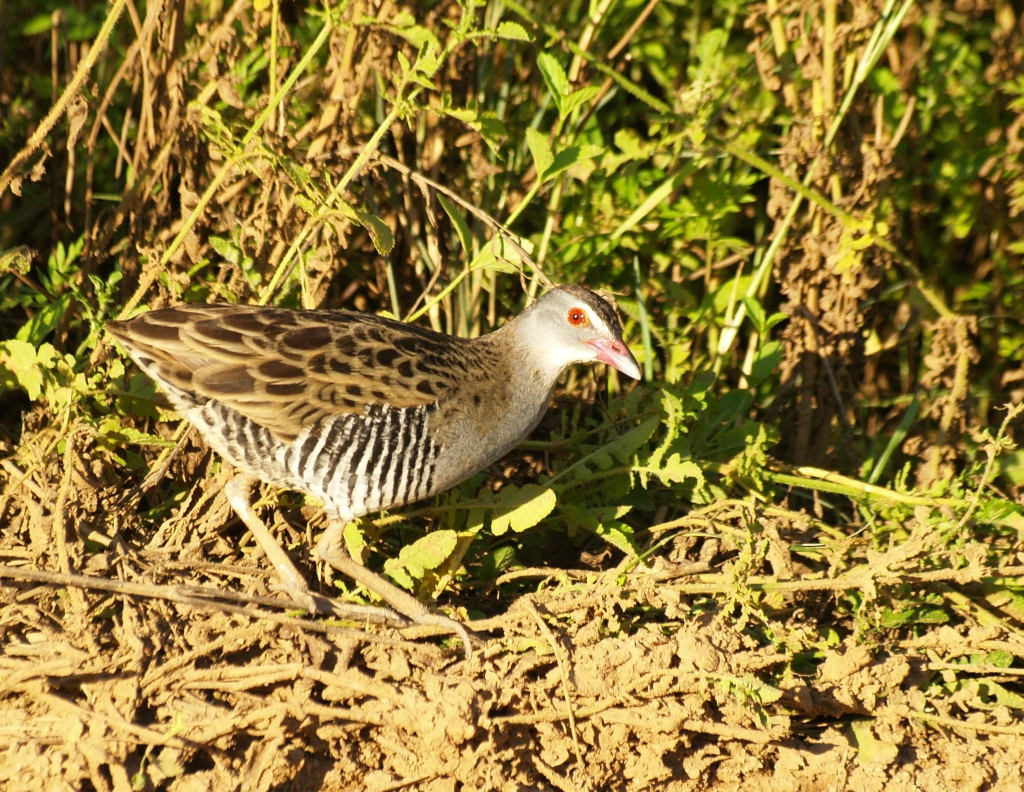
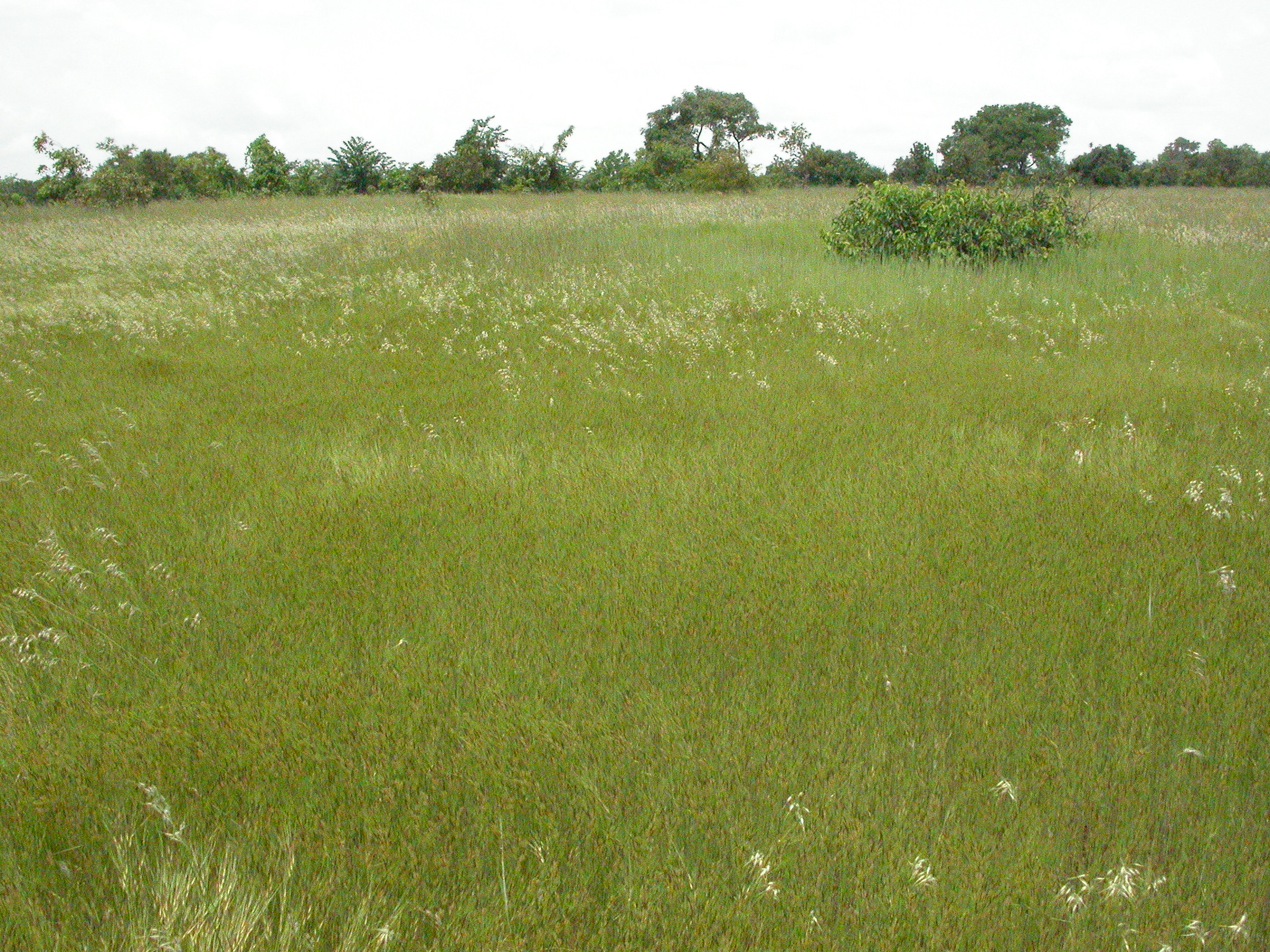
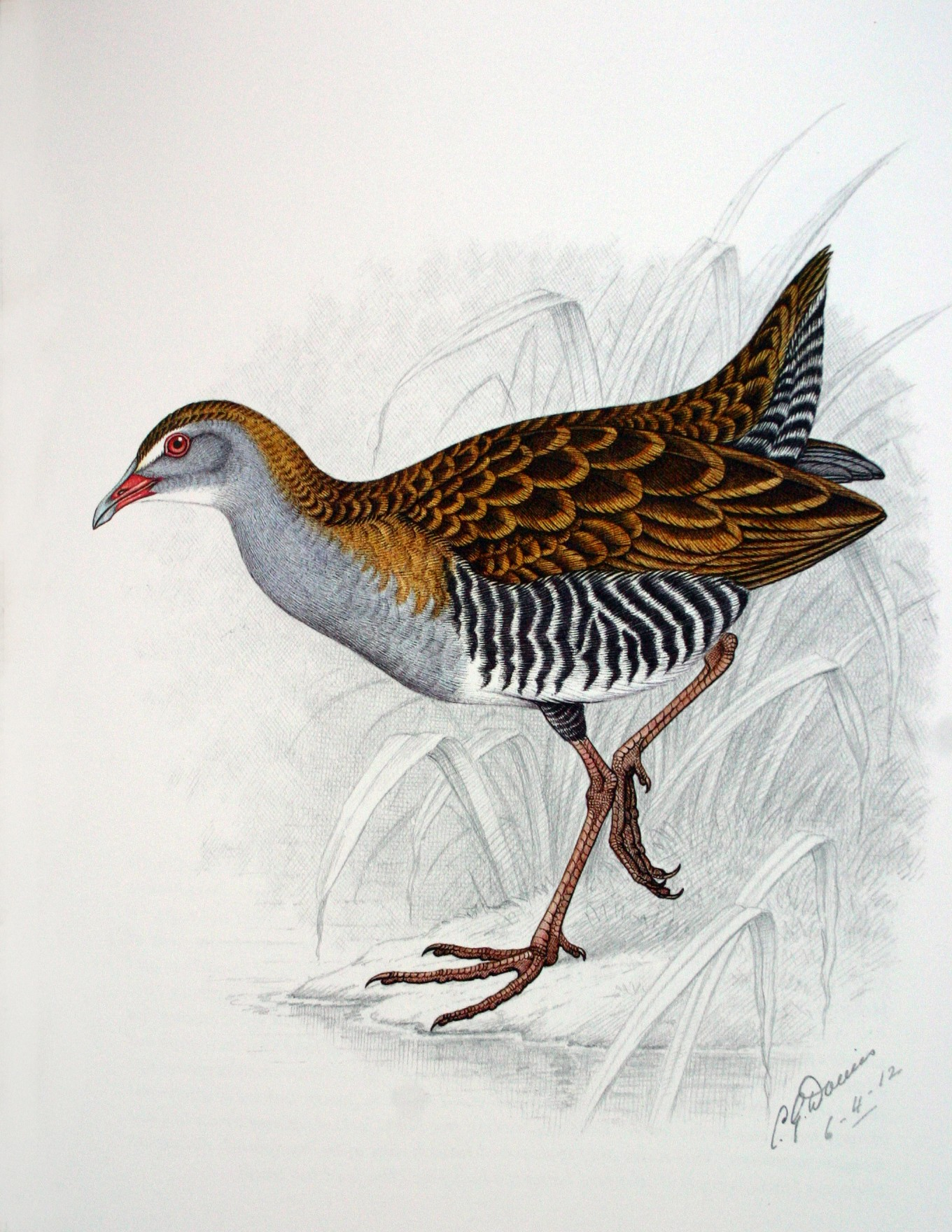
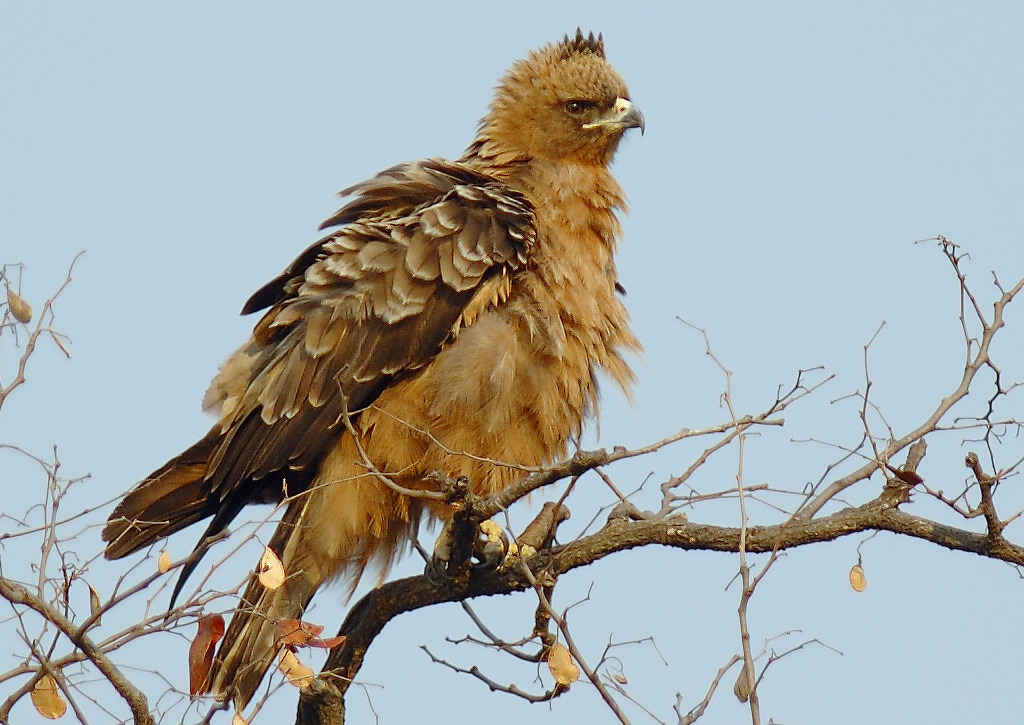